# 莱尔 (默尔特-摩泽尔省)
莱尔（法語：Leyr，法語發音：[lɛʁ]）是法国默尔特-摩泽尔省的一个市镇，位于该省中南部，属于南锡区。

## 地理
莱尔（48°48'12"N, 6°15'54"E）面积10.74 平方千米，位于法国大東部大區默尔特-摩泽尔省，该省份为法国东北部内陆省份，是洛林的一部分，北邻比利时、卢森堡，北起顺时针与摩泽尔省、下莱茵省、孚日省和默兹省接壤。
与莱尔接壤的市镇（或旧市镇、城区）包括：阿尔莫库尔、阿尔赖埃和昂、布克西耶尔欧谢讷、穆瓦夫龙、蒙特努瓦、维莱莱穆瓦夫龙。

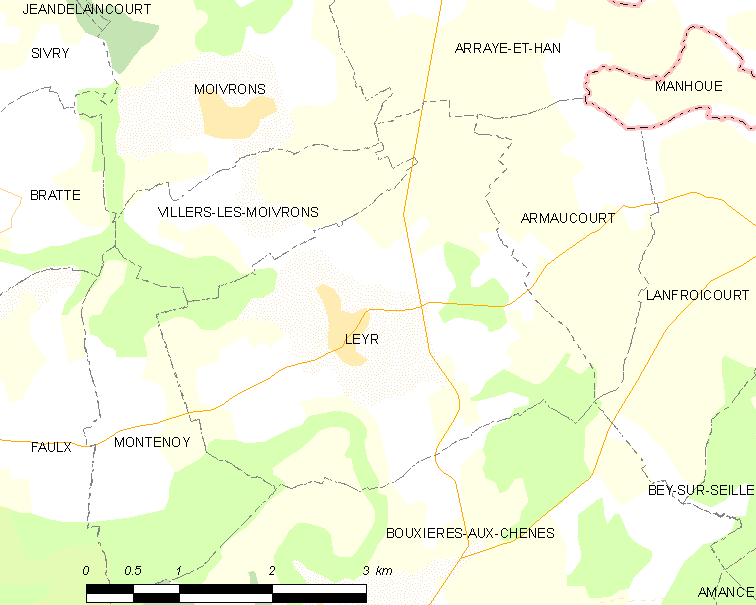
的OSM定位图

莱尔的时区为UTC+01:00、UTC+02:00（夏令时）。

## 行政
莱尔的邮政编码为54760，INSEE市镇编码为54315。

## 政治
莱尔所属的省级选区为塞耶-默尔特河间县。

## 人口

1962-2008年间人口变化图示

莱尔于2022年1月1日时的人口数量为910人。